# Riddles
Riddles is een nummer van de Nederlandse rockband Kensington uit 2015. Het is de vierde single van hun derde studioalbum Rivals.
Radio 538 verkoos het nummer in de week van 2 mei 2015 tot Alarmschijf. Per juli 2015 is de hoogste positie die het nummer in de Nederlandse Top 40 heeft gehaald de 23e.

## NPO Radio 2 Top 2000
| Nummer met noteringen in de NPO Radio 2 Top 2000 | '15 | '16 | '17 | '18 | '19 | '20 | '21 | '22 | '23  | '24  |
| ------------------------------------------------ | --- | --- | --- | --- | --- | --- | --- | --- | ---- | ---- |
| Riddles                                          | 838 | 227 | 414 | 588 | 652 | 788 | 691 | 777 | 1010 | 1405 |

1. ↑  Een vetgedrukt getal geeft de hoogste notering aan.
2. ↑  2015 was het eerste jaar met een notering voor dit nummer.

Eloi Youssef · Casper Starreveld · Niles Vandenberg · Jan Haker